# Argyresthia monochromella
Argyresthia monochromella is een vlinder uit de familie van de pedaalmotten (Argyresthiidae). De wetenschappelijke naam van de soort werd in 1922 gepubliceerd door August Busck.